# Tamparan

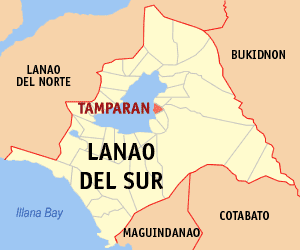
Bản đồ Lanao del Sur với vị trí của Tamparan

Tamparan là một đô thị hạng 5 ở tỉnh Lanao del Sur, Philippines. Theo điều tra dân số năm 2000 của Philipin, đô thị này có dân số 19.975 người trong 2.879 hộ.

## Các đơn vị hành chính
Tamparan được chia ra 44 barangay.
| - Bocalan - Bangon - Cabasaran - Dilausan - Lalabuan - Lilod Tamparan - Lindongan - Linuk - Occidental Linuk - Linuk Oriental - Lumbaca Ingud - Lumbacaingud South - Lumbaca Lilod - Balutmadiar - Mala-abangon | - Maliwanag - Maidan Linuk - Miondas - New Lumbacaingud - Pimbago-Pagalongan - Pagayawan - Picarabawan - Poblacion I - Poblacion II - Poblacion III - Poblacion IV - Raya Niondas - Raya Buadi Barao - Raya Tamparan - Salongabanding | - Saminunggay - Talub - Tatayawan North - Tatayawan South - Tubok - Beruar - Dasomalong - Ginaopan - Lumbac - Minanga - Lilod Tubok - Mariatao Datu - Pagalamatan Linuk - Pindolonan Mariatao Sarip |